# 八大電視
八大電視（はちだいでんし、英語：Gala Television Corporation）は、台湾台北市内湖区に本社があるケーブルテレビ放送局である。略称は「八大」

## 主なチャンネル
- 八大第一台（中国語版）

- 八大綜合台
- 八大戯劇台（中国語版）

- 八大娯楽台（中国語版）